# Alex Servais
Alexandre Louis „Alex” Servais (ur. 2 marca 1896 roku w Luksemburgu, zm. 17 grudnia 1949 roku w Leysin) – luksemburski lekkoatleta, sprinter i oszczepnik. Uczestnik Igrzysk Olimpijskich 1920.
Podczas Igrzysk Olimpijskich w Antwerpii w 1920 roku brał udział w biegu na 100 metrów, rzucie oszczepem, a także w sztafecie 4 × 100 metrów (w drużynie razem z Jeanem Proessem, Jeanem Colbachem i Paulem Hammerem). W biegu na 100 m zajął piąte, ostatnie miejsce w swoim biegu eliminacyjnym i nie awansował do ćwierćfinału. W konkurencji rzutu oszczepem rzucił w kwalifikacjach na odległość 40,08 m, nie awansując do finału i zakończył rywalizację na 21. miejscu. W sztafecie w biegu półfinałowym zajął wraz ze swoją drużyną 2. miejsce z czasem 44,4 s, co dało awans do finału, w którym ekipa z Luksemburga zajęła ostatnie, 6. miejsce z czasem 43,6 s. Zawodnik był także chorążym reprezentacji Luksemburga podczas ceremonii otwarcia igrzysk.